# M/V/X
M/V/X is de naam van een vierdelige humaninterestreeks over vijf Vlaamse transgenders die in het voorjaar van 2018 op de Vlaamse televisiezender Eén werd uitgezonden.
Het programma volgde gedurende een jaar het leven van Ariane (21), Dylano (17), Senne (19), Selina (21) en Paulien (44) en toonde de evoluties die ze doormaken, de problemen die ze daarbij ondervonden en de  impact van hun transitie op vrienden en familie.
Ook tijdens de consultaties in het UZ Gent werd er gefilmd, o.a. bij plastisch chirurg prof. dr. Stan Monstrey, endocrinoloog prof. dr. Guy T'Sjoen en psychologe-seksuologe dr. Els Elaut.

## Afleveringen
| Afl. | Uitzenddatum     | Kijkcijfers (live) |
| ---- | ---------------- | ------------------ |
| 1    | 24 januari 2018  | 592.627            |
| 2    | 31 januari 2018  | 584.277            |
| 3    | 7 februari 2018  | 535.574            |
| 4    | 14 februari 2018 | 460.497            |

## Overlijden
Op 5 juli 2018 stapte Paulien De Groote uit het leven.